# Mord mit verteilten Rollen
Mord mit verteilten Rollen (Originaltitel: Dead Man’s Folly) ist ein britischer Kriminalfilm des Regisseurs Clive Donner aus dem Jahr 1986 nach dem gleichnamigen Roman von Agatha Christie aus dem Jahr 1956. Die Handlung wurde in die 1980er Jahre verlegt und in West Wycombe Park in Buckinghamshire gedreht.

## Inhalt
Hercule Poirot und sein Helfer Captain Hastings werden von Poirots exzentrischer Freundin Ariadne Oliver in ein Herrenhaus in Devon gerufen. Oliver organisiert ein Mörderjagd-Spiel für eine lokale Messe in Nass House, aber sie ist von einer diffusen Unruhe ergriffen.
Während des Spiels wird das Mädchen, das die Leiche spielen soll, wirklich ermordet. Bald darauf verschwindet die Dame des Herrenhauses auf mysteriöse Weise und der Leichnam eines alten Mannes wird aus dem Fluss gezogen. Poirot muss herausfinden, wer und was hinter diesen Ereignissen steckt.

## Besetzung und Synchronisation
| Rolle           | Darsteller          | Synchronsprecher         |
| --------------- | ------------------- | ------------------------ |
| Hercule Poirot  | Peter Ustinov       | Wolfgang Völz            |
| Ariadne Oliver  | Jean Stapleton      | Alice Treff              |
| Arthur Hastings | Jonathan Cecil      | Dieter Ranspach          |
| Amy Folliat     | Constance Cummings  | Tilly Lauenstein         |
| George Stubbs   | Tim Pigott-Smith    | Norbert Langer           |
| Inspektor Bland | Kenneth Cranham     | Friedrich Georg Beckhaus |
| Amanda Brewis   | Susan Wooldridge    | Marianne Lutz            |
| Alec Legge      | Christopher Guard   | Nicolas Böll             |
| Eddie South     | Jeff Yagher         | Torsten Sense            |
| Hattie Stubbs   | Nicollette Sheridan | Katja Nottke             |

## Veröffentlichung
Im Vereinigten Königreich erschien der Film am 8. Januar 1986 auf CBS. Es ist der zweite in einer Reihe von drei Fernsehfilmen mit Peter Ustinov in der Rolle des Hercule Poirot und Jonathan Cecil als Captain Hastings, nach Mord à la Carte und gefolgt von Tödliche Parties.